# Nancy Vieira

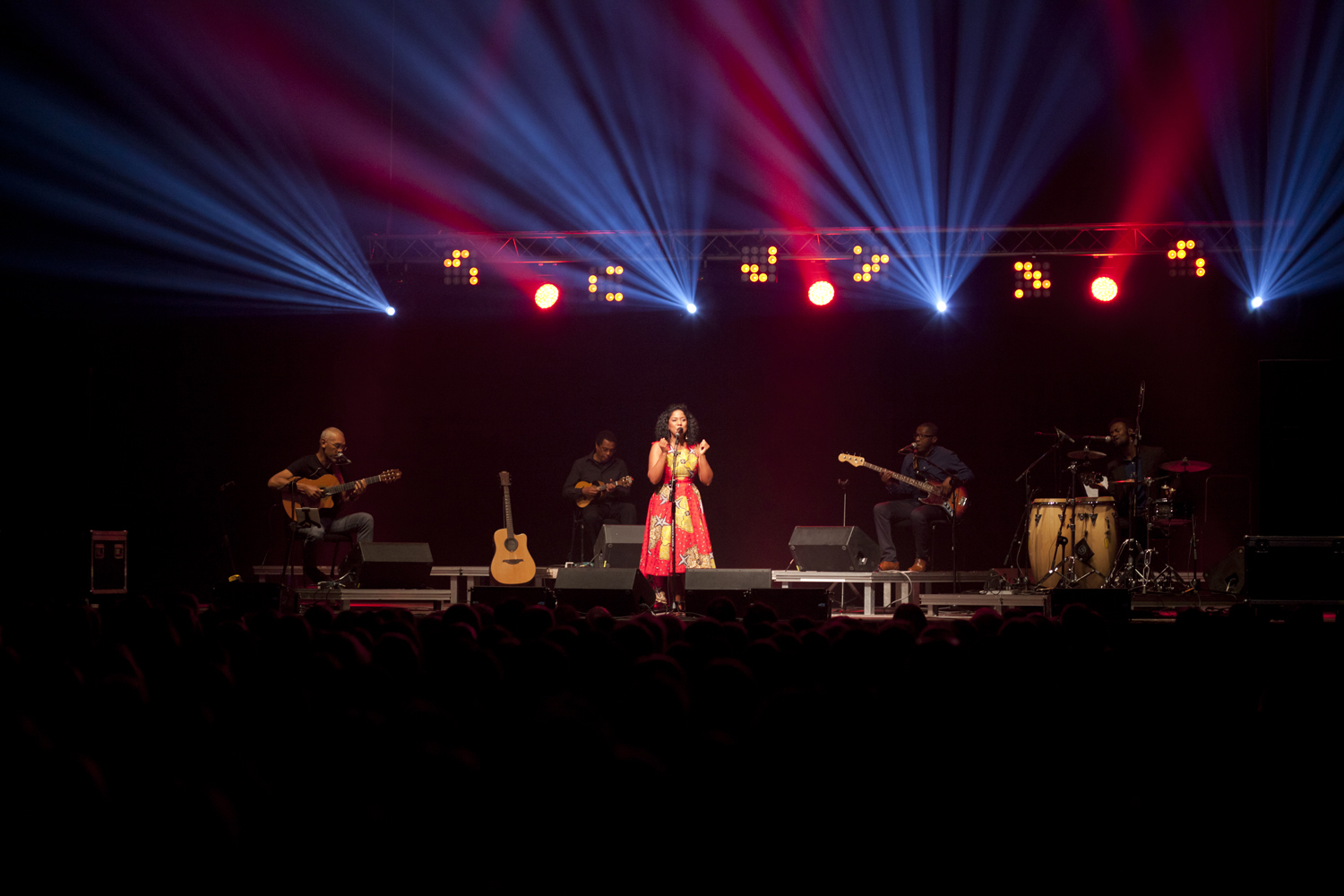
Nancy Vieira na koncercie w Klubie Wytwórnia w Łodzi.

Nancy Vieira (ur. 1975) – piosenkarka.

## Życiorys
Nancy Vieira urodziła się w 1975 roku w Gwinei Bissau. Jej rodzice byli zaangażowani w walkę polityczną o odzyskanie niepodległości przez Wyspy Zielonego Przylądka oraz Gwineę Portugalską i blisko związani z Amilcarem Cabralem, który przewodził ruchowi wyzwolenia spod okupacji kolonialnej. 
Cztery miesiące po urodzeniu Nancy, rodzina przeniosła się do Prai, nowej stolicy Republiki Wysp Zielonego Przylądka w Santiago, jednej z dziesięciu wysp archipelagu.
Nancy wychowała się w rodzinie, w której silne było poczucie tożsamości narodowej oraz tradycje muzyczne. Jej ojciec, muzyk amator(gitarzysta i skrzypek) wkrótce po przybyciu na Wyspy został ministrem Transportu i Komunikacji w nowym rządzie Republiki
Dziesięć lat później rodzina przeprowadziła się do Mindelo – portu na wyspie São Vicente, gdzie jej ojciec pełnił funkcję gubernatora Wysp Barlavento. Gdy Nancy miała czternaście lat, jej ojciec został mianowany ambasadorem w Portugalii zabierając ze sobą całą rodzinę. W Lizbonie Nancy rozpoczęła studia na wydziale zarządzania i socjologii.
Jej przygoda z profesjonalną muzyką zaczęła się od przypadku. Towarzysząc znajomemu podczas konkursu piosenki w pewnym momencie sama zaczęła nucić w rytm muzyki. Usłyszeli to sędziowie i poprosili by sama zaśpiewała. Wykonała wówczas utwór „Lua Nha Testemunha” wygrywając konkurs. Nagrodą była możliwość nagrania albumu dla nieistniejącej już wytwórni Disco Norte.
Kolejny album nagrała dopiero w 2004 roku. po 8 letniej przerwie spowodowanej wychowaniu własnej córki.
Muzyka Nancy to klasyczne rytmy z Wysp Zielonego Przylądka – morna, funaná oraz portugalskie fado.

## Dyskografia

### Solowa
- Nôs Raça (Our Race) (Disconorte, 1995)
- Segred (Praça Nova, 2004)
- Lus (Light) (Harmonia Mundi/World Village, 2007)
- Pássaro Cego, z Manuelem Paulo, 2009
- Nô Amá (Lusafrica, 2012)

### Inne nagrania i współpraca z innymi artystami
- 1996 – Derito
- 2003 – «Ao vivo no B.Leza» – Dze q’dze / Ce la vie
- 2005 – Rui Veloso, „Canção de Alterne” na albumie A Espuma das Canções
- 2006 – Jon Luz
- 2006 – José Barros – Regresso
- 2007 – Sons da Fala – Nhor Deus
- 2007 – O canto dos animais – O papagaio fofoca
- 2010 – «Reintervenção» – Tributo a José Afonso
- 2010 – Júlio Pereira – Fitisera Di Klaridon
- 2013 – Voz & Guitarra 2 (Voices and Guitars 2) – Corpo Encantado, z Júlio Pereirą

## Koncerty w Polsce
Nancy Vieira występowała w ramach Siesta Festival w Gdańsku w 2014 roku, w 2016 we Wrocławiu, Łodzi. W lipcu 2021 roku wzięła udział w koncercie na warszawskiej Białołęce.